# Історичний музей міста Львова
Історичний музей міста Львова — польський історичний музей у Львові Львівської області України.

## Історія
Самоврядна культурна установа міста Львова, що існує з 1891 року, документує історію Львова. З 1926 року Історичний музей міста Львова розташовувався у Чорній кам'яниці на площі Ринок. 20 листопада 1938 року у його складі відкрито Історичний музей оборони Львова. У 1940 році колекції музею перейшли до українського Львівського історичного музею у Львові.
Луція Харевічева була кураторкою музею з 1931 по 1939 рік. Александр Чоловський-Сас, польський історик і архівіст, також був місцевим директором.